# Albin Lermusiaux
Albus Lermusiaux (9. srpna 1874 Noisy-le-Sec – 20. ledna 1940 Maisons-Laffitte) byl francouzský atlet.

## Životopis
Albin Lermusiaux byl synem Florimonda Lermusiauxa, inspektora Východní železniční společnosti (Compagnie des chemin de fer de l'Est) a zároveň významné osobnosti ve výrobě sportovních střelných zbraní ve Francii; 1886 byl zakladatelem Svazu francouzských střeleckých společností (USTF) a jejím významným funkcionářem a ředitelem novin Le Tir national. Florimond Lermusiaux byl důstojníkem Čestné legie a členem organizačního výboru střeleckých soutěží během olympijských her v Paříži 1900 a 1907–1911 generálním tajemníkem Mezinárodní federace sportovní střelby.
Albin Lermusiaux se v roce 1895 stal členem Racing Club de France a stal se francouzským mistrem v běhu na lyžích. O rok později se vydává s delegací dalších francouzských sportovců na 1. letní olympijské hry 1896 do Atén. Dva měsíce po olympijských hrách překonal Lermusiaux světový rekord v běhu na 1500 m časem 4:10.4 min, který překonal na olympiádě v Paříži 1900 Charles Bennett. Lermusiauxův čas coby národního rekordu překonal v roce 1901 Henri Deloge.
Lermusiaux bydlil v Rue de Parme v Paříži, 1899 se oženil s Lucií Weilovou, dcerou zbrojaře Émile Weila a své sportovní aktivity omezil. Obchodoval s výšivkami a 1922 byl jmenován vedoucím kanceláře Francouzské atletické federace. O dva roky později se stal generálním tajemníkem Unie střeleckých společností ve Francii.

## Lermusiaux na olympijských hrách
Lermusiaux se na 1. olympijských hrách v Athénách rozhodl zkusit štěstí celkem ve čtyřech disciplínách, ale úspěšný byl jenom v jediné. O medaili na 800 m se pravděpodobně připravil sám. 6. dubna zvítězil v 2. rozběhu před budoucím řeckým bronzovým medailistou Dimitriem Golemisem a postoupil do finále. To se však konalo den před maratonským během, a tak Lermusiaux raději do čtyřčlenného finálového běhu nenastoupil.
Mezitím se 7. dubna běželo přímo finále na 1500 m, což byla Lermusiauxova hlavní disciplína. Zde se zase ukvapil a rozhodl se běžel stylem start a cíl a ostatní závodníky nechat za sebou. Toho využili Australan Edwin Flack a Američan Arthur Blake, kteří jej sotva 100 m před cílem přespurtovali a na Lermusiauxe zbyla pomyslná bronzová medaile (ty se na prvních olympiádách neudělovaly).
Ještě hůř dopadl Lermusiaux v maratónu, kdy se nepoučil z patnáctistovky a snažil se soupeřům co nejdříve utéci. I tentokrát se ho vydali pronásledovat Flack a Blake. Nekvalitní trať a úmorné vedro se však podepsalo na všech třech soupeřích. Na 23. kilometru vzdal Blake a po 32 km boje padl vyčerpáním i Lermusiaux, ani Flack však do cíle trati mezi Marathónem a Aténami nedoběhl.
Lermusiaux se pokusil o štěstí také ve střelecké soutěži her. Ve střelbě z vojenské pušky na 200 m, jíž se účastnilo 42 závodníků, z nichž však asi navždy známe pouze jména dvaceti z nich, skončil v poli poražených a jeho umístění ani výkon archivy nedochovaly.

## Další sportovní úspěchy
V letech 1895 a 1896 byl francouzským mistrem v bězích na 1500 m a na 5000 m, již před svým světovým rekordem držel od roku 1895 francouzský rekord na 1500 m časem 4:18.4 min. a národní rekordy na 1 míli a 3000 m. V běhu na 800 m se na národním mistrovství 1895 umístil na druhém místě stejně jako v přespolním běhu) o rok později.